# Emmy Seyfried
Emmy Seyfried, née à Munich le 15 juillet 1888 et morte à Gräfelfing le 8 mai 1965, est une peintre et designeuse allemande. Formée à l’École royale des arts et métiers de Munich, elle a son propre atelier. 
Outre ses créations de motifs pour le textile, le papier peint et les tapis, elle est surtout connue pour son travail du verre et de la porcelaine.

## Biographie
Emilie Rosa Augusta Maria Seyfried est née le 15 juillet 1888 à Munich dans une famille de la classe moyenne. Son père, Augustus Seyfried est un commerçant. A l'âge de 15 ans, elle commence une formation à l'École des arts appliqués de Munich auprès de Franz Widmann (de) et d'Adelbert Niemeyer (de). Elle  y étudie le dessin d'artisanat d'art, ainsi que le dessin d'architecture et de motifs et termine ses études en 1907, avec le titre de professeure,
En 1908, Emmy Seyfried participe à une exposition à la Theresienhöhe de Munich où son travail est remarqué. Ses œuvres sont dès ce moment  régulièrement présentées et commentées dans les revues d'art contemporain. Son style est caractérisé par des motifs floraux minimalistes.
Pendant ses études, elle travaille très certainement dans l'atelier de décoration intérieure d'Adelbert Niemeyer, créé par la manufacture de porcelaine de Nymphenburg. Elle y crée des céramiques peintes et gravées et est bientôt considérée comme l'assistante d'Adelbert Niemeyer.
Entre 1910 et 1920, elle crée des motifs textiles et de papier peint et, parfois, de tapis, pour les Deutsche Werkstätten. Elle en présente certains à la Foire bavaroise en 1912, où exposent également Karl Bertsch, Adelbert Niemeyer, Richard Riemerschmid et Else Wenz-Viëtor. Ses créations textiles sont également produites par des maisons renommées telles que Hahn & Bach à Munich, Wilhelm Vogel à Chemnitz et Erisman & Cie. à Breisach ,.
En 1918, elle se tourne vers la peinture sur verre et porcelaine et réalise des créations pour l'entreprise de son beau-frère, Fritz W. Egger, à Munich. Elle fonde son propre atelier de peinture sur porcelaine et verre, pour lequel elle conçoit non seulement des décorations, mais aussi des moules. Outre des vases et des verres, elle crée également des luminaires et des bijoux, tels que des colliers et des boutons. A partir de 1930, elle se concentre sur les motifs pour verre taillé ,.
Après son mariage avec l'homme d'affaires et avocat Ernst Neeb le 27 mars 1923, elle abandonne son atelier de Munich et s'installe en Hesse . En collaboration avec son mari, elle fonde l'atelier Seyfried-Werkstätte, Ernst Neeb, Werkstätte für künstlerische Glasveredelung.
Vers 1938, le couple et son atelier déménagent à Gräfelfing près de Munich,.
Emmy Seyfried est membre du Deutscher Werkbund et du Bayerischer Kunstgewerbeverein (de) (Association bavaroise des arts appliqués), ce qui lui permet de participer régulièrement à des expositions nationales, par exemple aux foires Grassi de Leipzig dans les années 1920 et, auparavant, à l'exposition du Werkbund de Cologne en 1914. Ce n'est qu'en 1961, après le décès de son mari, qu'Emmy Seyfried abandonne l'atelier.
Emmy Seyfried reste à Gräfelfing jusqu'à sa mort[réf. souhaitée].

## Notoriété artistique
Le travail d'Emmy Seyfried fait l'objet d'articles dans la revue Kunst und Handwerk (Art et Artisanat).
24 œuvres d'Emmy Seyfried – des motifs de papier peint, de textiles et un tapis – sont été publiées et présentées dans cette revue en 1912. Elle est également présentée dans de célèbres revues d'art contemporain. Ses motifs floraux, formellement réduits, ont été accueillis positivement et, dans certains cas, même décrits mathématiquement. La revue Deko Kunst (Art Décoratif) publie régulièrement dses créations de papiers peints jusqu'au numéro de 1913/1914. Vers 1912, le Kunstgewerbeblatt présente également deux échantillons de papier peint d'Emmy Seyfried (numéros 20 et 23).
Parmi ses créations les plus connues, figure un grand vase peint en verre cuivré de 1924, de style dentelé ou cactus, typique de l'Art déco.
Emmy Seyfried réalise également des portraits[réf. souhaitée].
Les œuvres d'Emmy Seyfried font partie de collections de musées comme le Kulturhistorische Museum de Wurzen, et le Landesmuseum Württemberg à Stuttgart.
En , elle fait partie de l'exposition Gegen die Unsichtbarkeit – Designerinnen à Dresde, qui met en lumière des créatrices ayant travaillé dans le contexte des Deutsche Werkstätten Hellerau au début du XXe siècle. Malgré leurs activités de création et d'enseignement, leurs nombreuses expositions et leur contribution au succès des Werkstätte et au mouvement de réforme à Dresde, nombre d'entre elles ont été oubliées au fil du temps.